# Син-Аомори (станция)

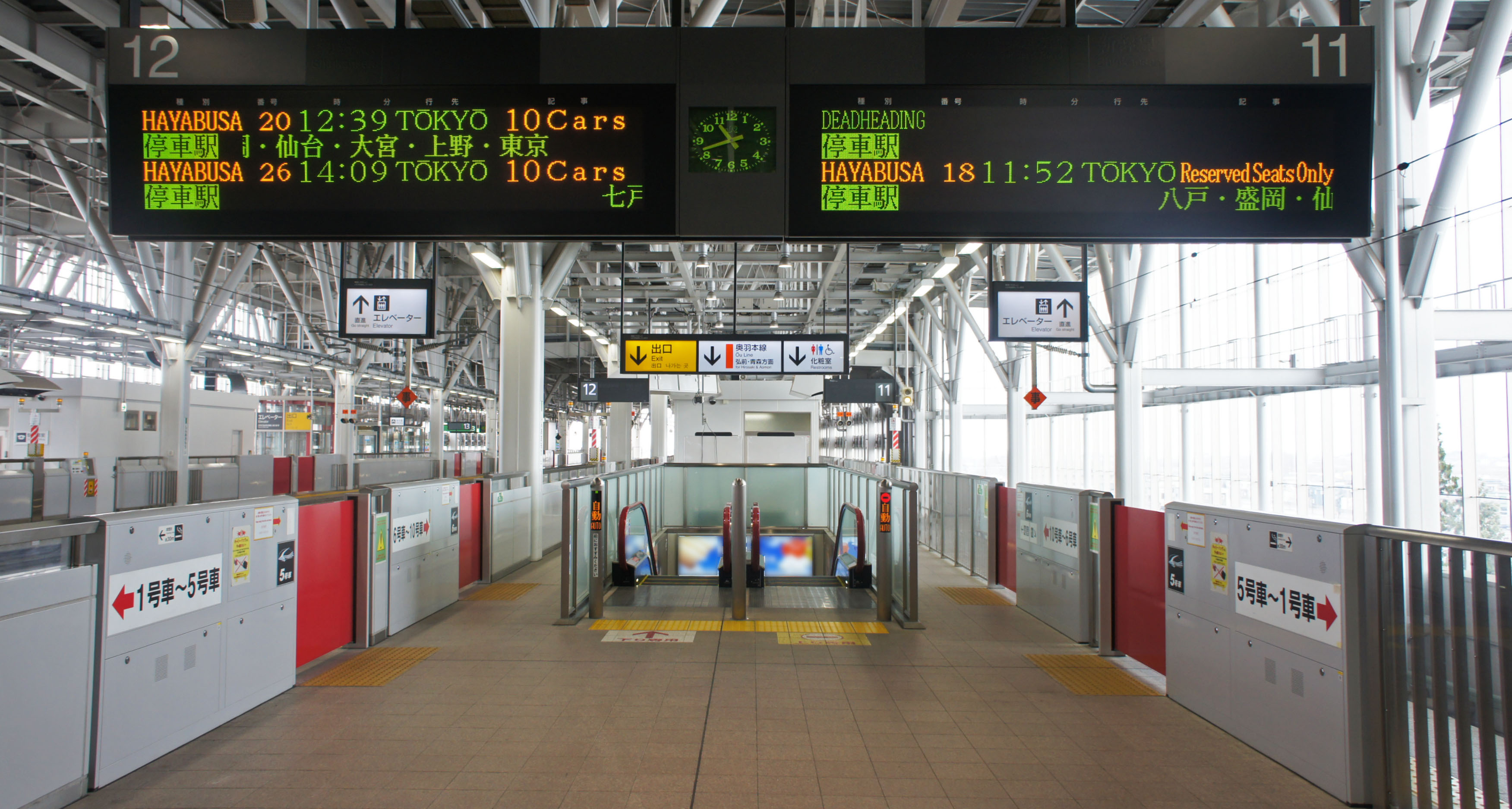
Платформы № 11 и № 12

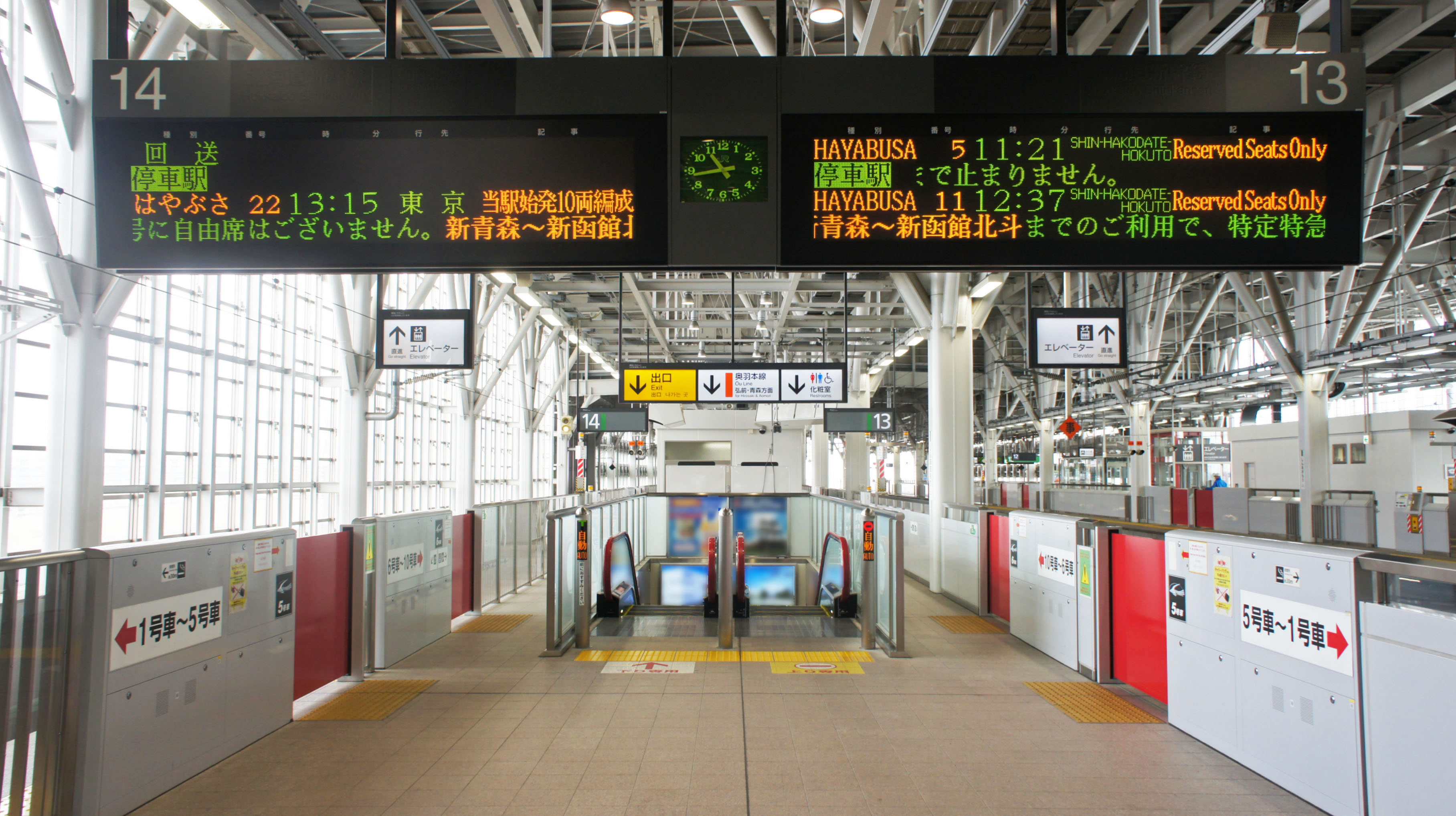
Платформы № 13 и № 14

Станция Син-Аомори (яп. 新青森駅 Син-Аомори-эки) — железнодорожная станция в японском городе Аомори, обслуживаемая компанией JR East. С 4 декабря 2010 года, стала северной конечной точкой линии Тохоку-синкансэн. На станции установлены автоматические платформенные ворота.

## История
Станция Син-Аомори была открыта 1 ноября 1986 года как станция Японской национальной железной дороги (JNR). С приватизацией JNR она перешла под контроль JR East. Работа над новым зданием станции началась в июле 2007 года и была завершена в 2010 году. Существуют планы продолжить линию до Хакодатэ, как часть линии Хоккайдо-синкансэн к 2015 году.

## Линии
- JR East
  - Тохоку-синкансэн
  - Главная линия Оу
- JR Hokkaido
  - Хоккайдо-синкансэн

## Планировка
Станция была открыта 4 декабря 2010 года, состоит из 2 платформ островного типа (общее число путей — 4). Платформы 263 м в длину и способны принимать 10-вагонные составы.
Платформы
| 1     | ■Главная линия Оу   | на станцию Аомори                                            |
| 2     | ■Главная линия Оу   | на станции Хиросаки и Акита                                  |
| 11-12 | ■Тохоку-синкансэн   | на станции Хатинохе, Мориока, Сэндай и Токио                 |
| 13-14 | ■Хоккайдо-синкансэн | на станции Окуцугару-Имабецу, Киконай, и Син-Хакодате-Хокуто |